# Magic Johnson
Earvin „Magic” Johnson, Jr. (Lansing, 1959. augusztus 14. –) amerikai kosárlabdázó, aki az NBA-ben szereplő Los Angeles Lakers irányítója volt. Számos középiskolai és főiskolai bajnoki címmel a háta mögött 1979-es drafton első választottként szerződtette le a Los Angeles Lakers. Újonc szezonjában már bajnok lett és az NBA nagydöntőjének MVP-jévé választották, majd az 1980-as évek során négy további bajnoki címet zsebelhetett be a Lakersszel. 1991-ben hirtelen jött visszavonulását HIV-fertőzésével magyarázta, ám az 1992-es All-Star gálára visszatért, itt MVP lett. Bár korábbi játékostársai bírálták, újabb négy évre visszavonult. Visszatérésére 1996-ig kellett várni. Ebben a szezonban 32 mérkőzést játszott le a Los Angeles Lakers színeiben. Az évadot követően harmadszor, végleg visszavonult.
Johnson karrierje során számos elismerést tudhatott magáénak, többek között három NBA MVP címet, kilenc NBA nagydöntő szereplést, 12 All-Star gála beválasztást és 10 All-NBA első és második csapat jelölést is. Négy szezonban vezette a legtöbb gólpasszt adó játékosok listáját, és 11,2-es meccsenkénti gólpassz-átlagával az NBA történetének egyik legeredményesebb játékosa. Johnson a Dream Team tagja volt az 1992-es olimpián.
1996-ban az NBA történetének 50 legnagyobb játékosa közé választották, 2002-ben beiktatták a Kosárlabda Hírességek Csarnokába. 2007-ben az ESPN az NBA legjobb irányítójának nevezte. Visszavonulását követően az AIDS megelőzésének, a biztonságos szexnek, a filantrópiának lett szószólója.

## Amatőr pályafutása

### Fiatalkora
Earvin Johnson Jr. apja a General Motorsnál dolgozó Earvin Sr., anyja, Christine egy iskolában gondnok volt. Johnson a Michigan állambeli Lansingben nőtt fel, és fiatal korában megszerette a kosárlabdát, mindennap edzett. Bálványként tisztelte a kor nagyjait, Earl Monroe-t és Marques Haynest.
Johnsont először 15 éves korában nevezték Magic-nek, mikor az Everett High School egy mérkőzésén tripla duplát ért el (36 ponttal, 18 lepattanóval és 16 gólpasszal). A meccset követően Frad Stabley Jr., a Lansing State Journal sportújságírója adta neki becenevét. Utolsó középiskolai évében az Everett iskolát 27–1-es győzelem-vereség mutatóval vezette a bajnoki címig. Ebben a szezonjában 28,8 pontos, 16,8-es lepattanózó átlagot ért el.

## Magyarul megjelent művei
- AIDS? Elkerülheted!; ford. Gergely Anikó; Kossuth, Budapest, 1992
- Larry Bird–Earvin "Magic" Johnson: Amikor miénk volt a pálya; közrem. Jackie MacMullen, ford. Szabó Mihály István, Szabó György András; G-Adam, Budapest, 2024